# Georges de la Chapelle
Luc Henri Hervé Guy Gardye de la Chapelle (16. juli 1868 - 27. august 1923) var en fransk tennisspiller som deltog i OL 1900 i Paris.
Chapelle vandt en bronzemedalje i tennis under OL 1900 i Paris. Han kom på en tredjeplads i doubleturneringen sammen med André Prévost.